# Інтернет у Швеції
Інтернет у Швеції — доступ до мережі Інтернету у Швеції є для приватних користувачів, і в основному він організований за допомогою кабельних каналів зі швидкостями від 128 кбіт/с до 100 Мбіт/с і через «ADSL». Також є мережі, підключені через «Ethernet» через мідні та оптоволоконні лінії.
Найбільший провайдер кабельного Інтернету у Швеції — «Com Hem».

## Історія
- Початком історії Інтернету у Швеції[en] можна вважати 1984 р., коли перша шведська мережа в Гетеборзі була підключена до Інтернету. До цього моменту зв'язок з європейською частиною глобальної мережі здійснювався в університетах через модемне з'єднання або «uucp».
- Помітну роль Інтернет почав відігравати тільки в 1988 р., коли до Інтернету було підключено освітня мережа «SUNET», що отримала пряме з'єднання з американськими серверами.
- Для широкої публіки доступ в Інтернет був наданий у 1994 р.: перший публічний оператор «Algonet» почав пропонувати всім охочим вихід в Інтернет через модемні пули на телефонній лінії. Плата за користування Інтернетом включала в себе щомісячну фіксовану абонентську плату і щохвилинну оплату, як і будь-які інші телефонні послуги телефонного монополіста «Telia». Через високу дорожнечу довгих сесій, почастішали випадки незаконного використання безкоштовних телефонних номерів за допомогою зламаних кредитних карток.
- У 1996 р. в Енгельхольмі місцевий провайдер кабельного телебачення вперше запропонував доступ у Інтернет через телевізійний кабель із фіксованою місячною платнею.
- Різке поліпшення ситуації відбулося в 1999 р., коли провайдер «Bredbandsbolaget» уклав угоду з асоціацією домовласників «HSB», в результаті чого велика кількість квартир у кондомініумах отримала широкосмуговий доступ в Інтернет. У результаті «Telia» була змушена запропонувати знижені тарифні плани з оплатою згідно з реальним обсягом трафіку. Таким чином, почав розвиватися ринок телекомунікаційних послуг, на якому «Bredbandsbolaget» і «Telia» стали першими серед безлічі компаній.
- У 2001 р. у Швеції з'явилася технологія «ADSL», яку вирішила використати «Telia» у своїх телефонних мережах.